# Gyaritus fuscosignatus
Gyaritus fuscosignatus är en skalbaggsart som beskrevs av Stefan von Breuning och De Jong 1941. Gyaritus fuscosignatus ingår i släktet Gyaritus och familjen långhorningar. Inga underarter finns listade i Catalogue of Life.